# Gråhuvad brednäbb
Gråhuvad brednäbb (Smithornis sharpei) är en afrikansk fågel i familjen grönbrednäbbar inom ordningen tättingar.

## Kännetecken

### Utseende
Gråhuvad brednäbb är med en kroppslängd på 15-18 cm störst i släktet, och även blekast. Båda könen har gråbrun hjässa och gråkinder. Den är mycket större än rödsidig brednäbb med jämnfärgade bruna vingar utan bleka spetsar på vingtäckarna. Vidare har den mer utbrett rostrött på bröstet, ej begränsat till bröst- och halssidorna. Underarten eurylaemus har gråare huvud och mer olivgrönt bröst.

### Läten
Spellätet liknar afrikanska brednäbbens torra och grodlika ljud, men är mer metalliskt, vasare och något ljusare. Även en tystlåten kort vissling hörs, i engelsk litteratur återgivet  som "whee whee" eller "huiiii".

## Utbredning och systematik
Gråhuvad brednäbb delas in i tre underarter med följande utbredning:
- Smithornis sharpei zenkeri – förekommer från sydöstligaste Nigeria, västra Kamerun, norra Gabon till sydvästra Centralafrikanska republiken
- Smithornis sharpei sharpei – förekommer på Bioko i Guineabukten
- Smithornis sharpei eurylaemus – förekommer i östra Kongo-Kinshasa

### Familjetillhörighet
Tidigare placerades arten i familjen Eurylaimidae, då med namnet enbart brednäbbar. DNA-studier har dock visat att arterna i familjen troligen inte är varandras närmaste släktingar. Familjen har därför delats upp i två, praktbrednäbbar (Eurylaimidae) och grönbrednäbbar (Calyptomenidae).

## Levnadssätt
Gråhuvad brednäbb hittas i opåverkad regnskog och bergsskog, ofta nära vattendrag och fuktiga områden. Födan består av insekter. Fågeln häckar under torrperioden, i Kamerun mellan november och april, i december på Bioko och mellan februari och september i Demokratiska republiken Kongo.

## Status och hot
Arten har ett stort utbredningsområde och en stor population, men tros minska i antal till följd av habitatförstörelse, dock inte tillräckligt kraftigt för att den ska betraktas som hotad. Internationella naturvårdsunionen IUCN kategoriserar därför arten som livskraftig (LC). Världspopulationen har inte uppskattats men den beskrivs som dåligt känd men frekvent till vanligt förekommande i välstuderade delar av utbredningsområden.

## Namn
Fågelns vetenskapliga artnamn hedrar Richard Bowdler Sharpe (1847-1909), brittisk ornitolog vid British Museum of Natural History 1872-1909, medan släktesnamnet hedrar Andrew Smith (1797-1872), skotsk zoolog, etnolog och upptäcktsresande i Sydafrika.